# Przedmoście Kalisz
Przedmoście Kalisz – przedmoście, rejon umocniony wzniesiony w lipcu i sierpniu 1939 na zachód i południowy zachód od Kalisza przez 25 batalion saperów; otaczał miasto półkoliście w odległości około 6—7 km od Śródmieścia opierając się flankami na Prośnie, osłaniał przeprawy drogowe i kolejowe na Prośnie i Swędrni w Kaliszu i w Piwonicach; w 1939 obsadzony przez 29 pułk Strzelców Kaniowskich; schrony nr 10 i 11 zostały wpisane do rejestru zabytków w 2018.
Rejon umocniony został wybudowany na mocy rozkazów z 24 czerwca 1939 i 12 lipca 1939; do 1 września 1939 wybudowano 19 schronów betonowych oraz 18 drewnianych, rozlokowanych na zachód oraz południowy zachód od Kalisza. Powyższa linia miała za zadanie stawienie oporu Wehrmachtowi, którego jednego z kierunków uderzenia spodziewano się po linii Kalisz–Łódź–Warszawa. Schrony z Przedmościa Kalisz nie zostały wykorzystane bojowo, gdyż operacje wojenne ominęły Kalisz. 
Do czasów współczesnych przetrwało 18 betonowych schronów, które zostały umownie ponumerowane od cmentarza komunalnego w Kaliszu (schron nr 1) do Żydowa (schron nr 19); schrony drewniane nie zachowały się.